# La Pellerine
|  | Per a altres significats, vegeu «La Pellerine (Mayenne)». |

La Pellerine és un municipi francès al departament de Maine i Loira i a la regió de País del Loira. L'any 2007 tenia 157 habitants.

## Demografia

### Població
El 2007 la població de fet de La Pellerine era de 157 persones. Hi havia 64 famílies de les quals 16 eren unipersonals (8 homes vivint sols i 8 dones vivint soles), 28 parelles sense fills i 20 parelles amb fills.
La població ha evolucionat segons el següent gràfic:

### Habitatges
El 2007 hi havia 93 habitatges, 66 eren l'habitatge principal de la família, 16 eren segones residències i 11 estaven desocupats. 90 eren cases i 3 eren apartaments. Dels 66 habitatges principals, 50 estaven ocupats pels seus propietaris, 12 estaven llogats i ocupats pels llogaters i 4 estaven cedits a títol gratuït; 1 tenia una cambra, 1 en tenia dues, 15 en tenien tres, 19 en tenien quatre i 30 en tenien cinc o més. 58 habitatges disposaven pel capbaix d'una plaça de pàrquing. A 32 habitatges hi havia un automòbil i a 29 n'hi havia dos o més.

### Piràmide de població
La piràmide de població per edats i sexe el 2009 era:
| Homes | Edats   | Dones |
| ----- | ------- | ----- |
| 0     | 95 o +  | 4     |
| 0     | 90 a 94 | 0     |
| 0     | 85 a 89 | 0     |
| 0     | 80 a 84 | 4     |
| 12    | 75 a 79 | 16    |
| 12    | 70 a 74 | 0     |
| 0     | 65 a 69 | 8     |
| 0     | 60 a 64 | 4     |
| 0     | 55 a 59 | 0     |
| 4     | 50 a 54 | 0     |
| 4     | 45 a 49 | 4     |
| 4     | 40 a 44 | 4     |
| 8     | 35 a 39 | 0     |
| 4     | 30 a 34 | 8     |
| 4     | 25 a 29 | 4     |
| 0     | 20 a 24 | 0     |
| 4     | 15 a 19 | 12    |
| 8     | 10 a 14 | 8     |
| 0     | 5 a 9   | 0     |
| 0     | 0 a 4   | 8     |

## Economia
El 2007 la població en edat de treballar era de 95 persones, 64 eren actives i 31 eren inactives. De les 64 persones actives 57 estaven ocupades (33 homes i 24 dones) i 7 estaven aturades (4 homes i 3 dones). De les 31 persones inactives 8 estaven jubilades, 9 estaven estudiant i 14 estaven classificades com a «altres inactius».

### Ingressos
El 2009 a La Pellerine hi havia 65 unitats fiscals que integraven 167 persones, la mediana anual d'ingressos fiscals per persona era de 14.544 €.

### Activitats econòmiques
Dels 3 establiments que hi havia el 2007, 1 era d'una empresa alimentària, 1 d'una empresa de fabricació d'altres productes industrials i 1 d'una empresa d'hostatgeria i restauració.
L'únic establiment comercial que hi havia el 2009 era una carnisseria.

## Poblacions properes
El següent diagrama mostra les poblacions més properes.